# Сафонов, Всеволод Дмитриевич
Все́волод Дми́триевич Сафо́нов (9 апреля 1926, Москва, СССР — 6 июля 1992, Москва, Россия) — советский актёр театра и кино, народный артист РСФСР (1974).

## Биография
Всеволод Сафонов родился 9 апреля 1926 года в Москве, в семье интеллигентов. Его брат-близнец умер через сутки после рождения. Отец очень рано погиб, мальчик его никогда не видел. Воспитывался мамой. Детство было бедным и голодным. Семья жила в крохотной двухкомнатной квартирке с большим собственным садом на окраине столицы, на улице Сурикова в посёлке Сокол.
В детстве Севу́шка (так с любовью называла его мама) мечтал стать лётчиком.
Когда началась Великая Отечественная война, Всеволоду было пятнадцать лет. Он мечтал попасть на фронт и поступил в авиационный техникум, который окончил в конце войны, в 1945 году, но не по лётной специальности, а по технической. Рвался применить на практике все приобретённые знания и внести свою лепту в разгром немецко-фашистских захватчиков. Но, к огромному разочарованию молодого специалиста, медицинская комиссия не допустила его к военной службе по состоянию здоровья.
В одночасье все мечты Сафонова рухнули, и что делать дальше, юноша не знал. Друг предложил ему пойти вместе с ним на вступительные экзамены в театральное училище. Всеволод отнёсся к этой идее без особого энтузиазма, но решил всё-таки попробовать свои силы и, толком не выучив ни одного произведения, блестяще выдержал трудный экзамен и был принят.
В 1949 году окончил Высшее театральное училище имени Б. В. Щукина (художественный руководитель курса — Анна Алексеевна Орочко) в Москве, сразу после чего был замечен создателем и художественным руководителем Московского государственного камерного театра Александром Яковлевичем Таировым и приглашён на работу в его труппу.
С 1950 года, после закрытия Камерного театра Таирова, служил в Московском академическом театре сатиры.
В 1952 году получил очень ответственную работу в Драматическом театре Группы советских войск в Германии (в ГДР), куда в творческие командировки отправляли лучших молодых советских актёров. Играть в театре приходилось по три-четыре спектакля в день, к тому же труппа постоянно переезжала из гарнизона в гарнизон. Она давала многочисленные концерты по всей восточной Германии, играла патриотические спектакли, чтобы поддержать воинский дух наших солдат. Во время работы в ГДР Всеволод выучил немецкий язык и свободно на нём общался.
После возвращения в Советский Союз в 1955 году был принят в труппу Театра-студии киноактёра при киностудии  «Ленфильм» в Ленинграде и начал активно сниматься в советском кино.
С 1958 года служил в Театре-студии киноактёра в Москве.
Первой главной ролью Всеволода Сафонова в кино стала роль лейтенанта Юрия Керженцева в военном художественном фильме «Солдаты» (1956) режиссёра Александра Иванова, принёсшая актёру первую известность.
Настоящую славу Сафонову принесла детективная лента «Дело „пёстрых“» (1958) режиссёра Николая Досталя, где актёр сыграл роль лейтенанта милиции Сергея Коршунова, оперуполномоченного МУРа.
Всесоюзную известность актёр получил в 1971 году после выхода на киноэкраны страны драмы режиссёра Андрея Смирнова «Белорусский вокзал», в которой Сафонов исполнил роль советского журналиста Алексея Кирюшина, бывшего фронтовика.
Скончался Всеволод Сафонов 6 июля 1992 года в возрасте шестидесяти шести лет от рака лёгких. Похоронен на Хованском кладбище в Москве.

### Личная жизнь
- Первая жена — Валерия Ивановна Рублёва (1928—2012), советская актриса (окончила ленинградский театральный институт), позже работала режиссёром на «Мосфильме». Всеволод познакомился с Валерией в 1952 году в ГДР, во время работы в Драматическом театре Группы советских войск в Германии, куда молодые московские актёры были направлены в творческую командировку. По окончании контракта и возвращении на родину в 1955 году они поженились. Супруги были людьми очень разными и в какой-то момент вообще перестали понимать друг друга. В 1970 году, когда дочери было четырнадцать лет, они решили расстаться. От тоски и чувства сильной вины Всеволод начал сильно пить[2][3][4].
  - Дочь — Елена Всеволодовна Сафонова (род. 14 июня 1956), актриса театра и кино, заслуженная артистка Российской Федерации (2011)[4].
- Вторая жена (с 1971 по 1992 годы) — Эльза Ивановна Леждей (1933—2001), советская актриса театра и кино, заслуженная артистка РСФСР (1974). Эльза и Всеволод познакомились в 1957 году на съёмочной площадке фильма «Шторм». Следующая их встреча произошла через четырнадцать лет, в 1971 году, на съёмках военной драмы «Слушайте, на той стороне». На тот момент актёр злоупотреблял алкоголем и был в процессе развода (жена, Валерия Рублёва, устав от пьяных загулов мужа, подала на развод). После второй встречи с Эльзой Всеволод  предложил ей выйти за него замуж. Леждей ответила, что будет вместе с ним только при условии, если он бросит пить. Сафонов согласился и сдержал слово. Супруги прожили вместе двадцать один год, до самой смерти мужа. Потеряв супруга Эльза Ивановна замкнулась в себе, не снималась в кино, не общалась с журналистами и редко выходила из своей московской квартиры. 12 июня 2001 года актриса скончалась от того же недуга, что и муж[2][3][4].

## Фильмография
| Год  |   | Название                                             | Роль                                                                                               |
| ---- | - | ---------------------------------------------------- | -------------------------------------------------------------------------------------------------- |
| 1950 | ф | Далеко от Москвы                                     | участник совещания (нет в титрах)                                                                  |
| 1956 | ф | Солдаты                                              | Керженцев, лейтенант Красной армии, комбат                                                         |
| 1957 | ф | Шторм                                                | Бурмин, председатель уездного Совета крестьянских депутатов                                        |
| 1957 | ф | Цель его жизни                                       | Алексей Костров, военный лётчик-испытатель                                                         |
| 1958 | ф | Дело «пёстрых»                                       | Сергей Коршунов, лейтенант милиции, оперуполномоченный МУРа                                        |
| 1958 | ф | По ту сторону                                        | Антон Матвеев                                                                                      |
| 1959 | ф | Накануне                                             | Берсенёв                                                                                           |
| 1959 | ф | Сверстницы                                           | Аркадий                                                                                            |
| 1960 | ф | Пять дней, пять ночей                                | капитан Леонов                                                                                     |
| 1962 | ф | Сплав                                                | Егор Никитин                                                                                       |
| 1962 | ф | Закон Антарктиды                                     | Виктор Белов                                                                                       |
| 1962 | ф | Здравствуй, Гнат!                                    | Марек                                                                                              |
| 1963 | ф | Оптимистическая трагедия                             | Беринг                                                                                             |
| 1963 | ф | Тишина                                               | Свиридов, секретарь партбюро                                                                       |
| 1964 | ф | Космический сплав                                    | Гаврюшин                                                                                           |
| 1964 | ф | Лёгкая жизнь                                         | Юрий Лебедев, главный инженер завода в Дальногорске                                                |
| 1964 | ф | Ракеты не должны взлететь                            | Гейнц, унтер-офицер, немецкий дезертир                                                             |
| 1965 | ф | Гиперболоид инженера Гарина                          | Василий Витальевич Шельга, сотрудник Ленинградского уголовного розыска                             |
| 1965 | ф | Как вас теперь называть?                             | секретарь подпольного обкома партии                                                                |
| 1965 | ф | Сердце матери                                        | Ищерский, художник                                                                                 |
| 1965 | ф | Совесть                                              | Зеленкевич                                                                                         |
| 1966 | ф | В западне                                            | Кирхмайер                                                                                          |
| 1966 | ф | Дикий мёд                                            | Саша, муж Варвары, геолог                                                                          |
| 1966 | ф | К свету!                                             | Замяховский                                                                                        |
| 1966 | ф | На диком бреге                                       | Петин, главный инженер                                                                             |
| 1968 | ф | Далеко на западе                                     | Алексей Карпов, комиссар                                                                           |
| 1968 | ф | Крах                                                 | Леонид Красин, полномочный представитель советской России во Франции                               |
| 1968 | ф | Русские идут (ГДР)                                   | Голубков                                                                                           |
| 1968 | ф | Щит и меч                                            | «Гвоздь», курсант школы абвера                                                                     |
| 1969 | ф | Свобода или смърт (Болгария)                         | Теофан                                                                                             |
| 1970 | ф | Белорусский вокзал                                   | Кирюшин, журналист, ветеран-сапёр                                                                  |
| 1970 | ф | Когда расходится туман                               | Мыльников                                                                                          |
| 1970 | ф | Море в огне                                          | Богданов, полковник, командир артиллерийского полка                                                |
| 1970 | ф | Моя улица                                            | Семён Михайлович, секретарь райкома                                                                |
| 1970 | ф | Посланники вечности                                  | министр внутренних дел                                                                             |
| 1971 | ф | Конец Любавиных                                      | начальник ЧК                                                                                       |
| 1971 | ф | Слушайте на той стороне                              | Буров, командир отряда особого назначения                                                          |
| 1971 | ф | Объяснение в любви к Г. Т. (ГДР)                     | руководитель строительства                                                                         |
| 1972 | ф | Вашингтонский корреспондент                          | Пётр Громов, советский журналист, корреспондент одного из центральных изданий                      |
| 1972 | ф | Наковальня или молот                                 | советский полпред                                                                                  |
| 1972 | ф | Случайный адрес                                      | Тимаков, подполковник                                                                              |
| 1972 | ф | Укрощение огня                                       | Леонид Сретенский                                                                                  |
| 1973 | ф | За облаками — небо                                   | Кравцов                                                                                            |
| 1974 | ф | Все улики против него                                | Чекан, следователь, полковник милиции                                                              |
| 1974 | ф | Рассказы о Кешке и его друзьях                       | Иван Васильевич, военный лётчик                                                                    |
| 1974 | с | Совесть                                              | Фёдор Дросов / Леонид Фомич Уваров, бывший охранник нацистского концлагеря                         |
| 1974 | ф | Фронт без флангов                                    | Садовников                                                                                         |
| 1975 | ф | Одиннадцать надежд                                   | Олег Петрович, второй тренер по футболу                                                            |
| 1975 | ф | Повторная свадьба                                    | Фёдор Кузьмич, первый секретарь горкома партии                                                     |
| 1975 | ф | Путешествие миссис Шелтон                            | Караваев, судовой врач                                                                             |
| 1976 | ф | Быть братом                                          | Павел Лобанов                                                                                      |
| 1976 | ф | Жизнь и смерть Фердинанда Люса                       | Всеволод Владимирович Владимиров, советский журналист, профессор                                   |
| 1976 | ф | Огненный мост                                        | Болухатов                                                                                          |
| 1977 | ф | Загадочный граф                                      | Оберст                                                                                             |
| 1977 | ф | Цветы для Оли                                        | Игорь Петрович, директор школы, ветеран войны (танкист)                                            |
| 1977 | ф | Открытая книга                                       | Заозёрский, профессор микробиологии                                                                |
| 1978 | ф | Весенняя путёвка                                     | дедушка Лины                                                                                       |
| 1978 | ф | Живите в радости                                     | Варенцов, главный инженер управления Мостостроя                                                    |
| 1978 | ф | За всё в ответе                                      | Куриленко                                                                                          |
| 1978 | ф | Право первой подписи                                 | Рябинин                                                                                            |
| 1978 | ф | Пуск                                                 | Сенчаков                                                                                           |
| 1978 | ф | Стратегия риска                                      | Голубой, начальник экспедиции                                                                      |
| 1979 | ф | Старые долги                                         | Суконцев, начальник главка                                                                         |
| 1980 | ф | Атланты и кариатиды                                  | Игнатович, секретарь горкома партии                                                                |
| 1980 | ф | День на размышление                                  | Колосов                                                                                            |
| 1980 | ф | Желаю успеха                                         | Демид Демидыч                                                                                      |
| 1980 | ф | Испанский вариант                                    | начальник советского разведывательного управления                                                  |
| 1980 | ф | Ларец Марии Медичи                                   | Головин, полковник милиции                                                                         |
| 1980 | ф | Серебряные озёра                                     | Николай Николаевич                                                                                 |
| 1981 | ф | Было у отца три сына                                 | Константин, сослуживец отца                                                                        |
| 1981 | ф | Две строчки мелким шрифтом                           | заместитель директора Института истории партии                                                     |
| 1981 | ф | Оленья охота                                         | Фибих                                                                                              |
| 1981 | ф | Третье измерение                                     | командующий                                                                                        |
| 1981 | ф | Чёрный треугольник                                   | Карташов, профессор                                                                                |
| 1981 | ф | Не все кометы гаснут                                 | Рожков                                                                                             |
| 1982 | ф | Нежность к ревущему зверю                            | Разумихин (озвучил роль актёр Феликс Яворский)                                                     |
| 1983 | ф | Следствие ведут ЗнаТоКи. Дело № 17 «Он где-то здесь» | Бардин                                                                                             |
| 1983 | ф | К своим!                                             | отец Нины                                                                                          |
| 1983 | ф | Непобедимый                                          | Николай Подвойский, революционер, большевик                                                        |
| 1983 | ф | Такая жёсткая игра — хоккей                          | председатель спортобщества                                                                         |
| 1983 | ф | Тревожное воскресенье                                | месье Марсинель, капитан иностранного танкера «Gent»                                               |
| 1983 | ф | Ты мой восторг, моё мученье                          | режиссёр                                                                                           |
| 1983 | ф | Анна Павлова                                         | барон Владимир Борисович Фредерикс                                                                 |
| 1984 | ф | Берег его жизни                                      | сэр Джон Робертсон                                                                                 |
| 1984 | ф | Меньший среди братьев                                | Кирилл, брат Ильи                                                                                  |
| 1984 | ф | Стратегия победы (документально-игровой)             | журналист                                                                                          |
| 1984 | ф | Огненные дороги                                      | товарищ Андрей                                                                                     |
| 1985 | ф | Площадь Восстания                                    | капитан Питигрилли                                                                                 |
| 1985 | ф | Подвиг Одессы                                        | Вениамин Иванович, хирург                                                                          |
| 1986 | ф | Без срока давности                                   | Семён Пайгин, он же мистер Саймон Пейдж                                                            |
| 1986 | ф | Право решать                                         | Иван Михайлович                                                                                    |
| 1986 | ф | Семь криков в океане                                 | профессор                                                                                          |
| 1987 | ф | К расследованию приступить                           | Мельников, руководитель крупного строительного треста                                              |
| 1987 | ф | Сабля без ножен                                      | Трембовельский, бывший дворянин и белый офицер (затем командир Красной армии), друг Степана Чалого |
| 1987 | ф | В защите не нуждаюсь                                 | Имя персонажа не указано                                                                           |
| 1987 | ф | Три лимона для любимой                               | Виноградов, профессор                                                                              |
| 1988 | ф | Präriejäger in Mexiko (ГДР)                          | крестьянин с семьёй, направляющийся в район Маппими (нет в титрах)                                 |
| 1988 | ф | Голубая роза                                         | врач на водах                                                                                      |
| 1988 | ф | Щенок                                                | Михаил Семёнович, учитель                                                                          |
| 1989 | ф | Дежа вю (СССР, Польша)                               | Бабочкин, профессор                                                                                |
| 1989 | ф | А это случилось в Виши (телеспектакль)               | Австрийский князь фон Берг                                                                         |
| 1991 | ф | Москва / Ночи страха (Италия)                        | отец Эдуарда                                                                                       |
| 1992 | ф | Назад в СССР (США)                                   | дядя Ваня, инвалид ВОВ                                                                             |
| 1993 | ф | Секретный эшелон                                     | лётчик, служивший в Испании                                                                        |

## Награды
- 1965 — почётное звание «Заслуженный артист РСФСР».
- 1974 — почётное звание «Народный артист РСФСР».

## Память
Творчеству и памяти актёра посвящены документальные фильмы и телепередачи:
- 1996 — Чтобы помнили. Всеволод Сафонов (ОРТ)[6].
- 2016 — Острова. Всеволод Сафонов (Культура)[7].
- 2016 — Всеволод Сафонов. В двух шагах от славы (ТВ Центр)[8].